# Lizardon
Lizardon (リザードン Rizādon), được biết đến với tên Lizardon (/ˈ[invalid input: 'リザードン']/) trên toàn thế giới, là một loài Pokémon trong nhượng quyền Pokémon của Nintendo và Game Freak. Là pokemon thằn lằn bay được thiết kế bởi Atsuko Nishida, Lizardon lần đầu tiên xuất hiện trong trò chơi điện tử Pokémon Red và Blue và trong các trò chơi tiếp theo. Sau đó, nó đã xuất hiện trong các mặt hàng khác nhau, tiêu đề spinoff và chuyển thể sang anime hoạt hình và in ấn trong nhượng quyền thương mại. Shin-ichiro Miki, diễn viên lồng tiếng cho Kojiro của Đội Hỏa Tiễn trong phiên bản gốc của anime Pokémon, lồng tiếng cho Lizardon trong cả hai phiên bản tiếng Nhật và tiếng Anh của anime. Một Pokémon màu cam, hà khắc, Lizardon là tiến hóa cao hơn của Lizardo và là dạng tiến hóa cuối cùng của Hitokage. Nó cũng có hai dạng Tiến Hóa Mega, Mega Lizardon X và Y, có khả năng cả hai được thiết kế bởi Tomohiro Kitakaze, nhà thiết kế của Mega Lizardon X, không vĩnh viễn và luôn trở lại dạng Lizardon bình thường.
Lizardon được xuất hiện trong bộ anime Pokémon với xuất hiện nhiều nhất từ nhân vật chính Satoshi. Nó được đặc trưng trong các bản chuyển thể in ấn như Pokémon Adventures, thuộc sở hữu của Blue, một trong những nhân vật chính. Lizardon xuất hiện trong Pokémon Origins với nhân vật chính Red là huấn luyện viên của nó. Lizardon đã nhận được sự đón nhận tích cực từ giới truyền thông, với GamesRadar mô tả nó là "một trong những Pokémon tuyệt vời nhất ngoài kia". Lizardon là linh vật phiên bản của phiên bản Pokémon Red và FireRed, và xuất hiện trên các đấu trường của Pokémon Arena, Pokémon Ranger, Pokémon Mystery Dungeon: Red Rescue Team, Pokémon Mystery Dungeon: Explorers of Sky và Pokémon Super Mystery Dungeon. Nó đã xuất hiện trong mọi mục của sê-ri Super Smash Bros., trong một khả năng không thể chơi được trong hai trò chơi đầu tiên trước khi trở thành một nhân vật có thể chơi được từ Super Smash Bros. Brawl trở đi. Một Lizardon cũng xuất hiện trong bộ phim người đóng Thám tử Pikachu.

## Khái niệm và đặc điểm

### Khái niệm
Lizardon được thiết kế bởi Atsuko Nishida cho thế hệ đầu tiên của trò chơi Pokemon Red và Green, được địa phương hóa bên ngoài Nhật Bản với tên tiếng Anh trong Pokémon Red và Blue. Lizardon được thiết kế trước Hitokage, cái sau thực sự dựa trên cái trước. Ban đầu được gọi là "Lizardon" trong tiếng Nhật, Nintendo đã quyết định đặt cho các loài Pokémon khác nhau "tên mô tả và thông minh" liên quan đến ngoại hình hoặc tính năng của chúng khi dịch trò chơi cho khán giả phương Tây như một phương tiện để làm cho các nhân vật trở nên dễ gần hơn với trẻ em Mỹ. Kết quả là, chúng được đổi tên thành "Charizard", sự kết hợp của các từ "than" hoặc "char" và "thằn lằn". Trong một cuộc phỏng vấn, chủ tịch The Pokémon Company Tsunekazu Ishihara tuyên bố rằng Lizardon dự kiến sẽ được khán giả Bắc Mỹ ưa thích vì họ thích những nhân vật mạnh mẽ.

## Tiếp nhận và di sản
Lizardon đã thành nhân vật đặc trưng trong các dòng đồ chơi mềm và nhân vật hành động trong nhượng quyền thương mại Pokémon, được sản xuất bởi Hasbro và Tomy. Vào năm 2004, "Lizardon Medium Plush" là một phần trong đợt thu hồi lớn 13 món đồ chơi xa xỉ do lỗi sản xuất trong đó các đầu kim được tìm thấy khi nhồi. Điều này khiến Tomy phải thay thế đồ chơi bằng cách bồi thường hoặc thay thế cho khách hàng. Lizardon xuất hiện thường xuyên trong Trò chơi thẻ giao dịch Pokémon, đáng chú ý nhất là trong bản phát hành ban đầu của bộ truyện. Thẻ có nhân vật đã được tuyên bố là mong muốn nhất của bộ truyện, nhanh chóng được các nhà sưu tập và nhà bán lẻ săn tìm khiến giá tăng cao. Năm 2005, công cụ tìm kiếm Yahoo! báo cáo Lizardon là "một trong những tìm kiếm web liên quan đến Pokémon hàng đầu".
Được giới truyền thông mô tả là "một con rồng gầy gò, hung dữ, thở lửa [...] bóng bẩy, mạnh mẽ và hoàn toàn hủy diệt", Lizardon được ghi nhận là một trong những nhân vật "phổ biến nhất" của nhượng quyền thương mại. Các nhà bán lẻ đã quy kết doanh số cao của hàng hóa liên quan đến nhân vật với sự phổ biến của thiết kế giống rồng của nhân vật với trẻ em. Trẻ em được phỏng vấn đã tuyên bố tương tự; họ gán cho sự hấp dẫn của nó với vẻ ngoài "lạnh lùng" và liên kết nhân vật với "khái niệm về sự bướng bỉnh và sức mạnh". Cuốn sách Tái cấu trúc các bản đính kèm với những đứa trẻ bị chấn thương nói rằng các bác sĩ tâm thần sử dụng nhân vật này như một nhân vật được trao quyền cho những đứa trẻ bị thương là người hâm mộ của loạt Pokémon có thể liên quan. Cuốn sách Cuộc phiêu lưu toàn cầu của Pikachu: Sự trỗi dậy và sụp đổ của Pokémon đã gọi Lizardon là "phổ biến" với những đứa trẻ nam lớn hơn, những người có xu hướng bị cuốn hút bởi những nhân vật "khó tính hay đáng sợ", và so sánh sự tiến hóa của nhân vật từ Lizado thành Lizardon với sự mất mát "dễ thương" như một thời thơ ấu.
Biên tập viên IGN "Pokémon of the Day Chick" đã gọi Lizardon là "chắc chắn là phổ biến nhất và có lẽ là cân bằng nhất trong số các Pokemon khởi hiện tại". Brett Elston của GamesRadar mô tả Lizardon là "một trong những Pokémon tuyệt vời nhất ngoài kia", đánh giá cao thiết kế nhân vật của nó và gọi nó là "một trong những thiết kế tuyệt vời nhất" của toàn bộ thương hiệu. Biên tập viên Raymond Padilla của GamesRadar tuyên bố "Lizardon là một Pokemon tuyệt vời trở lại vào thời đó và vẫn là một lựa chọn tuyệt vời hơn một thập kỷ sau khi được giới thiệu". UGO.com mô tả Lizardon là một "sinh vật có cánh, giống rồng", có khả năng "thổi lửa và đập đối thủ vào goo nhuốm đỏ", nhưng nói rằng trong Brawl, nó "chậm như Bowser " và "thiếu yếu tố tuyệt vời của kẻ thù không đội trời chung của Mario".
Các tác giả Tracey West và Kinda Noll đã gọi Lizardon là "Pokémon hệ lửa tốt nhất" và "Pokémon tốt thứ ba nói chung". Họ đã viết rằng "không có gì khác có thể phù hợp hơn với vị trí đó" và rằng "nó đã giành được [trái tim] của họ và có [họ] cổ vũ cho nhiều hơn nữa". Kat Bailey, biên tập viên của 1UP bày tỏ suy nghĩ về việc Pokémon nào có thể theo dõi người chơi trong Pokémon HeartGold và SoulSilver, nói rằng "cho phép các mục yêu thích phổ biến như Lizardon sẽ vượt qua khá tốt". Biên tập viên The Daily Cardinal Kyle Sparks gọi Lizardon là "Pokémon thống trị nhất trong toàn vũ trụ, một sức mạnh tuyệt đối". Trong một cuộc thăm dò do IGN thực hiện, nó đã được bình chọn là "Pokémon tốt nhất", trong đó các nhân viên đã bình luận về việc nhớ lại việc bị xé nát giữa việc chọn Blastoir và Lizardon khi bắt đầu trò chơi. Trong một cuộc thăm dò của Tạp chí Nintendo chính thức, Lizardon được bình chọn là "Pokémon loại lửa tốt nhất". Họ tuyên bố, "không chỉ Lizardon là Pokémon lửa yêu thích của bạn, mà nó có lẽ là một trong những "[Poké]mon phổ biến nhất mọi thời đại". Biên tập viên Patricia Hernandez của Kotaku chỉ trích Tiến Hóa Mega Y của Lizardon không đủ khác biệt so với thiết kế ban đầu của Lizardon, đồng thời ca ngợi Tiến Hóa Mega X vì đã thay đổi màu sắc và biến Lizardon thành loại rồng. Game Informer đã xếp Lizardon là "Pokémon tuyệt vời nhất trong số 151 đầu tiên", mô tả nó là "Mạnh mẽ, khổng lồ và hùng vĩ". Họ còn bình luận thêm rằng "Pikachu có thể là người bạn mà bạn nhận ra, nhưng Lizardon là người bạn muốn." 